# New Forest
New Forest é uma área do sul da Inglaterra, que inclui um dos maiores trechos restantes de pastagens não fechadas, terras baixas e floresta no povoado sudeste da Inglaterra. Abrange o sudoeste de Hampshire e se estende para o sudeste de Wiltshire e para o leste de Dorset.

## História
Na floresta há um memorial da guerra mundial, conhecido como o Portuguese Fireplace. 

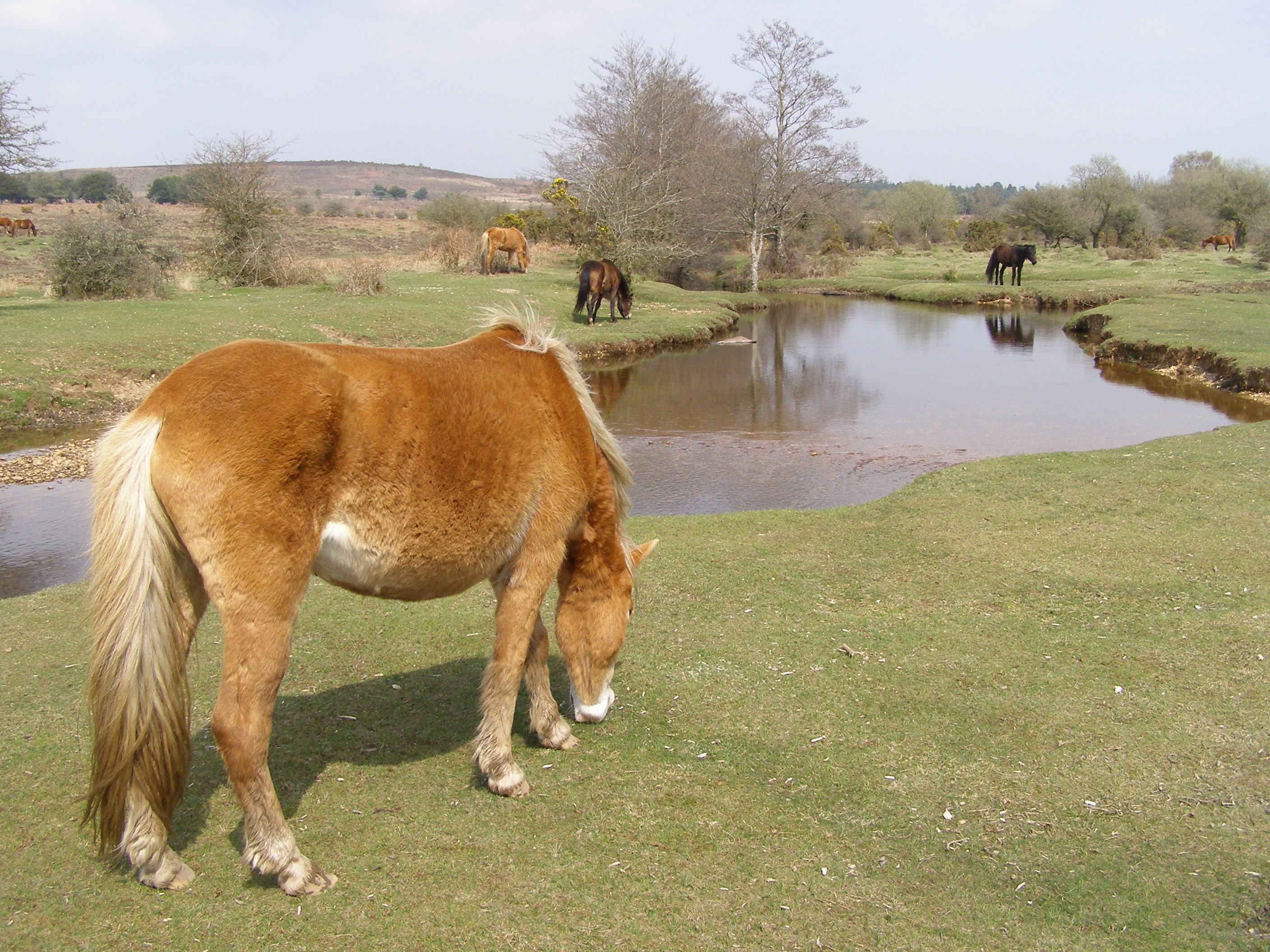
New Forest pony
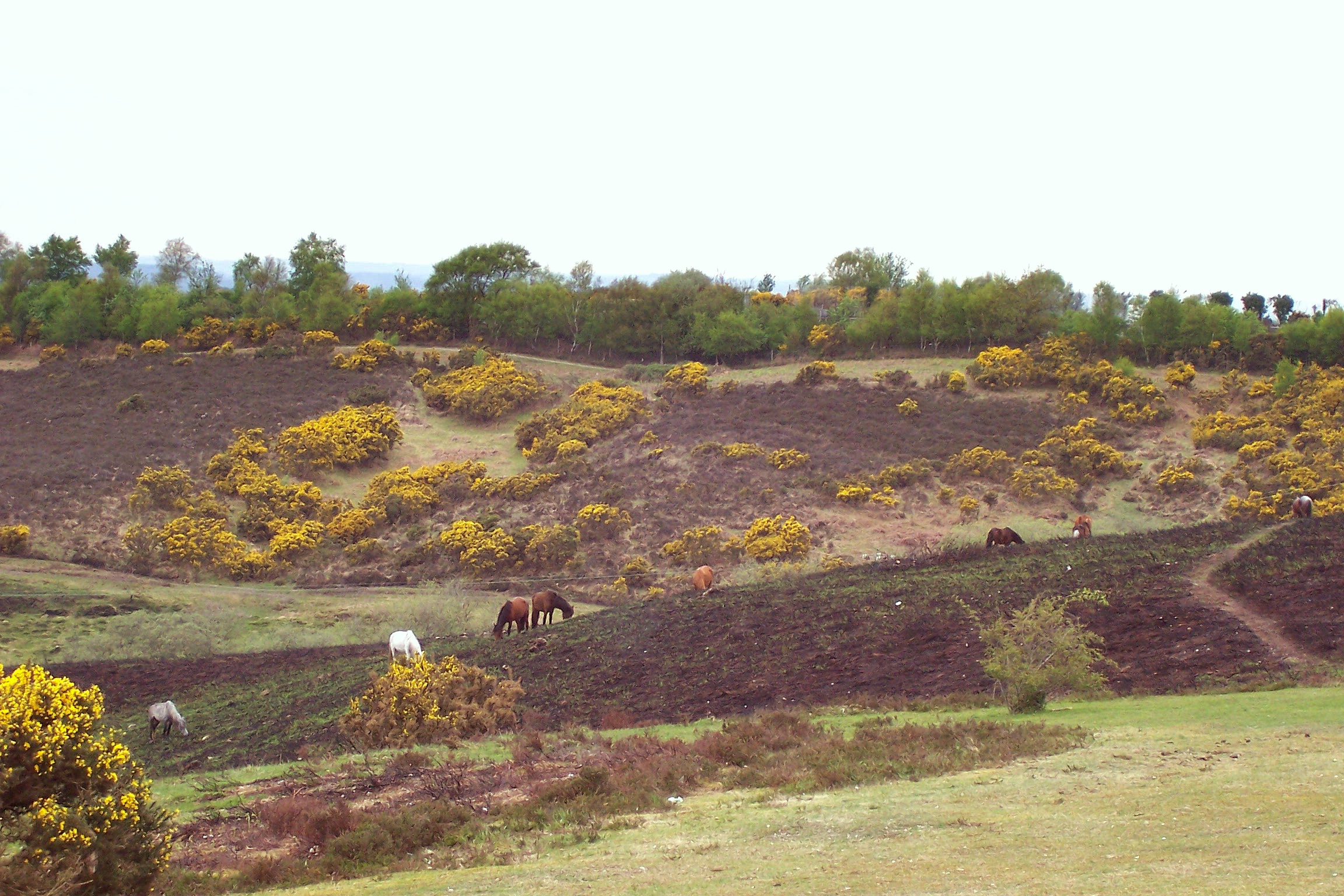
Cavalo
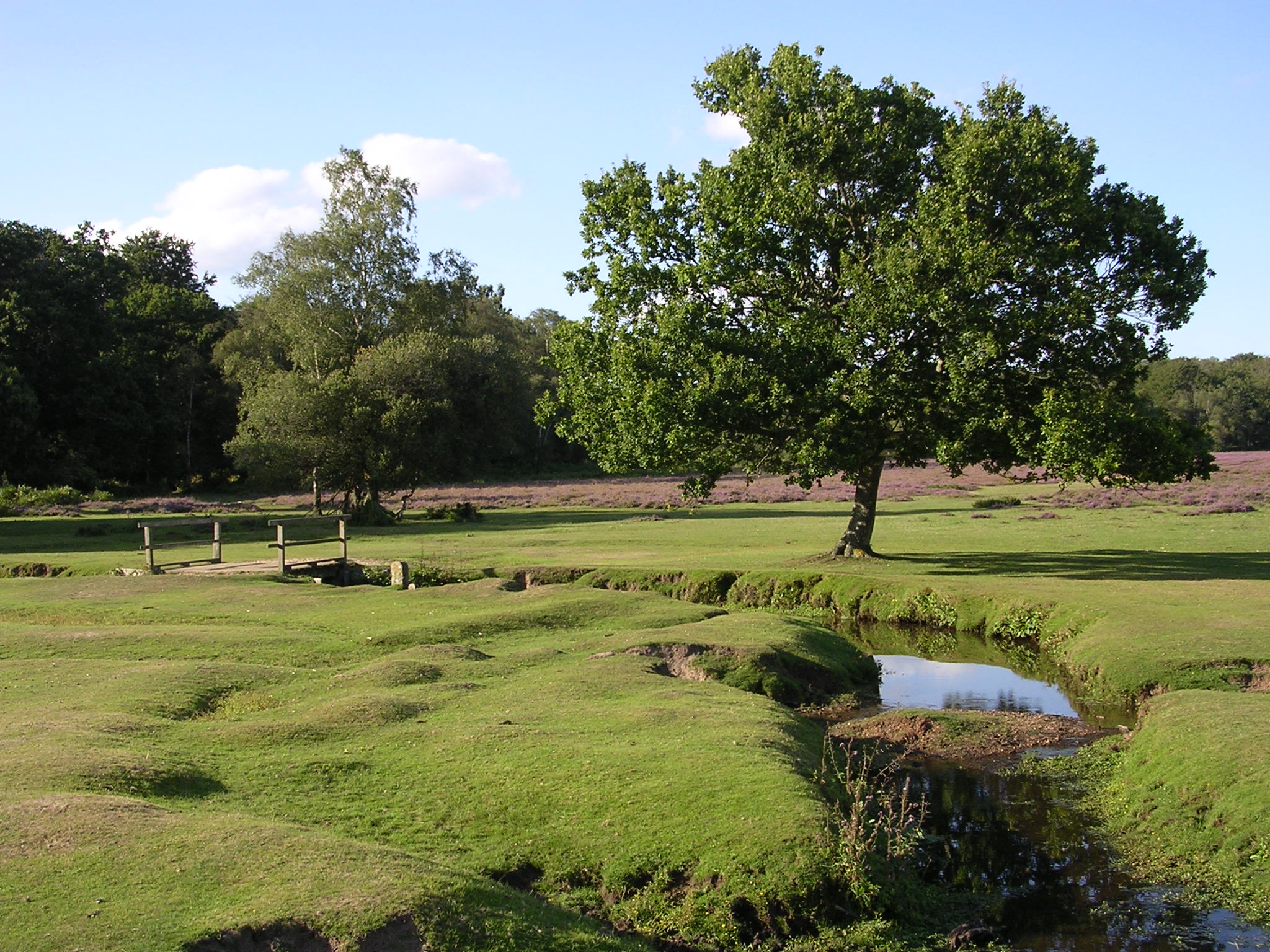
Rio
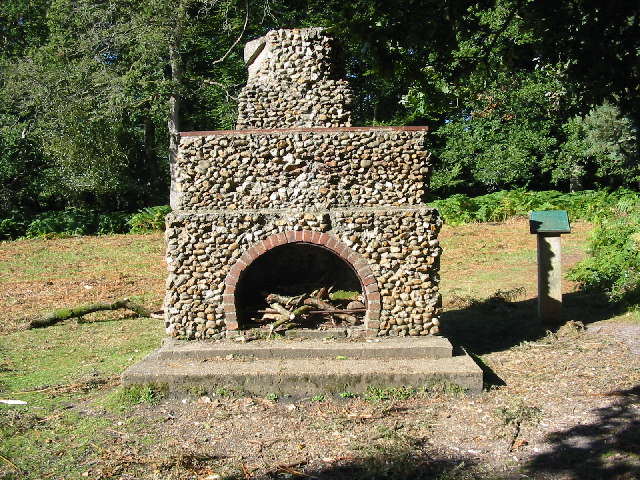
Portuguese Fireplace